# Francisco Maximiano Valdés Subercaseaux
Francisco Maximiano Valdés Subercaseaux OFMCap (* 23. September 1908 in Santiago de Chile; † 4. Januar 1982 in Pucón) war ein chilenischer Geistlicher und römisch-katholischer Bischof von Osorno.

## Leben
Francisco Maximiano Valdés Subercaseaux trat dem Kapuzinerorden bei und empfing am 17. März 1934 das Sakrament der Priesterweihe.
Papst Pius XII. ernannte ihn am 20. Juni 1956 zum ersten Bischof von Osorno. Der Apostolische Nuntius in Chile, Erzbischof Sebastiano Baggio, spendete ihm am 16. September desselben Jahres die Bischofsweihe. Mitkonsekratoren waren der Bischof von Talca, Manuel Larraín Errázuriz, und der Apostolische Vikar von Araukanien, Guido Beck de Ramberga OFMCap. Die Amtseinführung im Bistum Osorno fand am 18. Oktober 1956 statt.
Er nahm an allen vier Sitzungsperioden des Zweiten Vatikanischen Konzils als Konzilsvater teil.
Im für ihn eingeleiteten Seligsprechungsverfahren wurde ihm von Papst Franziskus am 7. November 2014 der heroische Tugendgrad zuerkannt.